# Kinyongia carpenteri
Espèce
Synonymes
- Chamaeleo carpenteri Parker, 1929
- Bradypodion carpenteri (Parker, 1929)

Statut de conservation UICN

 NT  : Quasi menacé
Statut CITES
Kinyongia carpenteri est une espèce de sauriens de la famille des Chamaeleonidae.

## Répartition
Cette espèce se rencontre dans les monts Rwenzori en Ouganda et en République démocratique du Congo.

## Étymologie
Cette espèce est nommée en l'honneur de Geoffrey Douglas Hale Carpenter.

## Publication originale
- Parker, 1929 : A new Chamaeleon from Mt. Ruwenzori. Annals and Magazine of Natural History, ser. 10, vol. 3, p. 280-281.